# Туа май тхрот
Туа май тхрот (тай. ตัวไหมทอด) — тайська вулична страва з лялечок шовкопряда.
Цю страву найчастіше їдять як закуску до алкоголю. На смак схожі на картопляне пюре. Продається в упаковках та консервованому вигляді.
Туа май тхрот має корейський відповідник Беондегі.